# Palpita phlebitis
Palpita phlebitis là một loài bướm đêm trong họ Crambidae.